# Jarovce
Jarovce (em croata: Hrvatski Jandrof; em alemão: Kroatisch Jahrndorf; em húngaro: Horvátjarfalu)  é um bairro de Bratislava, capital da Eslováquia. Está situado no distrito de Bratislava V, na região de Bratislava. Tem 21,34 km² de área e sua população em 2018 foi estimada em 2.345 habitantes.